# Live at Monterey
Live at Monterey è un album live postumo di Jimi Hendrix pubblicato nell'ottobre 2007 dalla Geffen Records. L'album documenta l'esibizione in concerto dei The Jimi Hendrix Experience al Monterey Pop Festival il 18 giugno 1967.

## Il disco
Il disco è molto simile al precedente Jimi Plays Monterey, pubblicato dalla Reprise nel 1986. Le differenze principali tra le due versioni su disco del medesimo concerto risiedono nel missaggio: Joe Gastwirt mixò nel 1986 Jimi Plays Monterey, mentre qui è Eddie Kramer, il tecnico che si occupò del missaggio dei dischi di Hendrix quando lui era ancora in vita, a mixare il tutto. Altra differenza è l'introduzione parlata al gruppo da parte del Rolling Stone Brian Jones, tagliata nella precedente versione.

## Tracce
- Tutti i brani sono opera di Jimi Hendrix, eccetto dove indicato.

1. Introduction by Brian Jones - 0:39
2. Killing Floor (Chester Arthur Burnett) - 3:14
3. Foxy Lady - 3:28
4. Like a Rolling Stone (Bob Dylan) - 7:06
5. Rock Me Baby (Joe Josea, B. B. King) - 3:37
6. Hey Joe (Billy Roberts) - 5:11
7. Can You See Me - 2:37
8. The Wind Cries Mary - 3:53
9. Purple Haze - 5:34
10. Wild Thing (Chip Taylor) - 7:49